# M-Protein
Als M-Protein bezeichnet man einen Virulenzfaktor von Streptokokkenarten der Lancefield-Einteilung-A (Hauptvertreter: Streptococcus pyogenes). Es zählt zu den bedeutendsten Oberflächenantigenen dieser Arten.

## Wirkmechanismus
Aufgrund der Hemmung der Bindung von Leukozyten an das Bakterium wirkt es stark antiphagozytär. Der Grund für die verminderte Bindung der Leukozyten besteht darin, dass das M-Protein die C3-Konvertase des Komplementsystems zerstört. Folgend kann C3 nicht in C3a und C3b gespalten werden. C3b ist jedoch wichtig für die Opsonisierung.